# Михалково (усадьба)
«Миха́лково» — бывшая усадьба, принадлежавшая княжеским родам Дашковых и Паниных. Неоднократно перестраивалась, основной архитектурный ансамбль был сформирован в 1780—1784 годах по проекту Василия Баженова. До конца XVIII века являлась одной из самых красивых усадеб Подмосковья. С начала XIX века стала местом расположения ситцевой фабрики и рабочего посёлка. В настоящее время входит в состав Головинского района САО Москвы.

## Характер местности
Территория усадьбы Михалково расположена на плоской водораздельной поверхности между долинами рек Москвы и Яузы, на нижней границе Клинско-Дмитровской гряды. Земля поднята над уровнем моря на 160 метров и незначительно наклонена на север, к реке Лихоборке.

## История

### Основание
Точных данных о времени появления села Михалково не сохранилось. Первое упоминание о нём находится в писцовой книге 1585—1586 годов, где говорится уже как о «пустоши, что была […] Михалково» — части ховринской вотчины Семёна Фомина, сына Третьяка. Пустошью в те времена называли участок земли на месте бывшей деревни, который продолжал принадлежать помещику и облагался налогом.
Следующее упоминание о Михалкове датируется 1623 годом. Тогда в этой местности снова возникла деревня, которая принадлежала дворянину Антону Павловичу Загоскину. К середине XVII века на её месте снова возникла пустошь под названием Малая. Она была передана князю Ивану Ивановичу Дашкову, начальнику Разбойного приказа, вместе с ближайшей деревней Горюшкино.

### Дашковы
С 1680 года Михалково становится вотчиной князей Дашковых. От Ивана Ивановича имение перешло его сыну Андрею Ивановичу, затем — внуку Ивану Андреевичу. Самым известным владельцем из рода Дашковых стал правнук первого владельца — Михаил Иванович, офицер лейб-гвардии Кирасирского полка. При нём в Михалково уже был разбит плодовый сад и выкопан большой пруд, где разводили рыбу. Главный усадебный дом был выстроен из дерева и окружён крестьянскими дворами. Рядом с ними были засеяны поля, а окружавший их лес считался «не лучшего качества» и использовался для вырубки.
Михаил Дашков умер в 26 лет и оставил Михалково в наследство своей супруге, Екатерине Романовне Дашковой-Воронцовой, которая была одной из главных помощниц будущей императрицы Екатерины II и сыграла значительную роль в свержении Петра III. Пять лет с 1764 года Воронцова-Дашкова прожила в усадьбе, а когда в 1769 поехала за границу, взяла себе псевдоним по названию имения — Михалкова. В том же году, чтобы рассчитаться с долгами, она продала усадьбу своему дяде и опекуну Никите Панину.
По данным генерального межевания 1768 года, Михалково при Дашковых представляло собой «среднюю помещичью усадьбу» с деревянным главным домом, служебными постройками, регулярным липовым садом и большим хозяйственным прудом. Территорию усадьбы окружали ров и земляной вал, остатки которых сохранились до настоящего времени.

### Панины

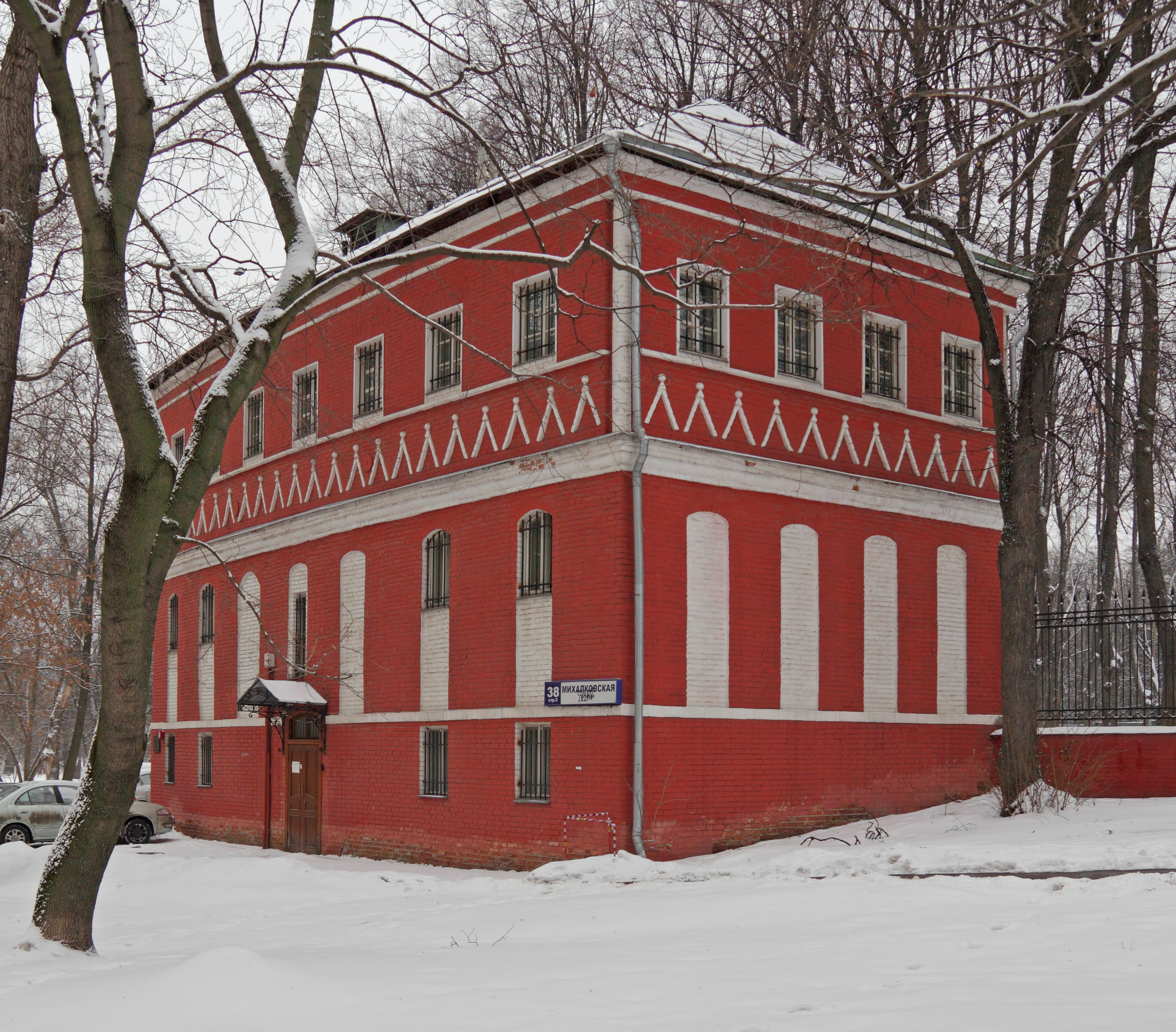
Юго-западный флигель, 2013

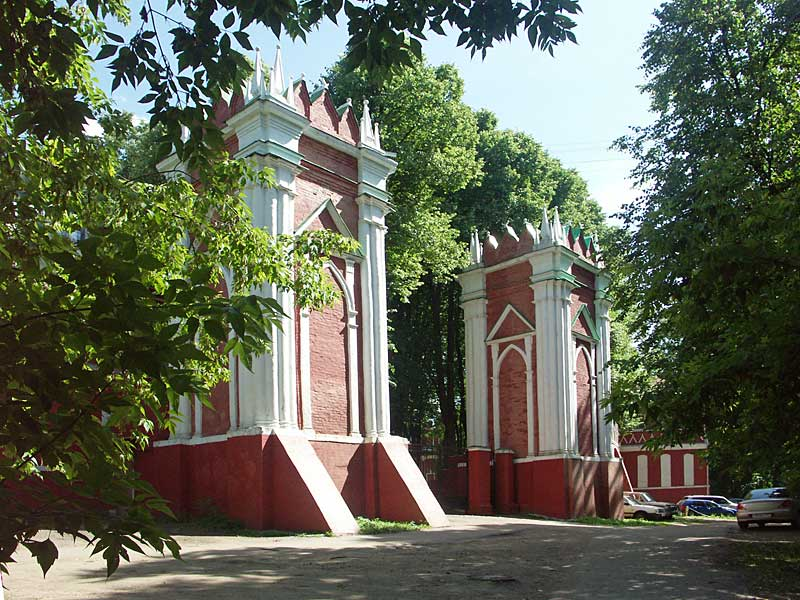
Боковые ворота в усадьбу, 2007

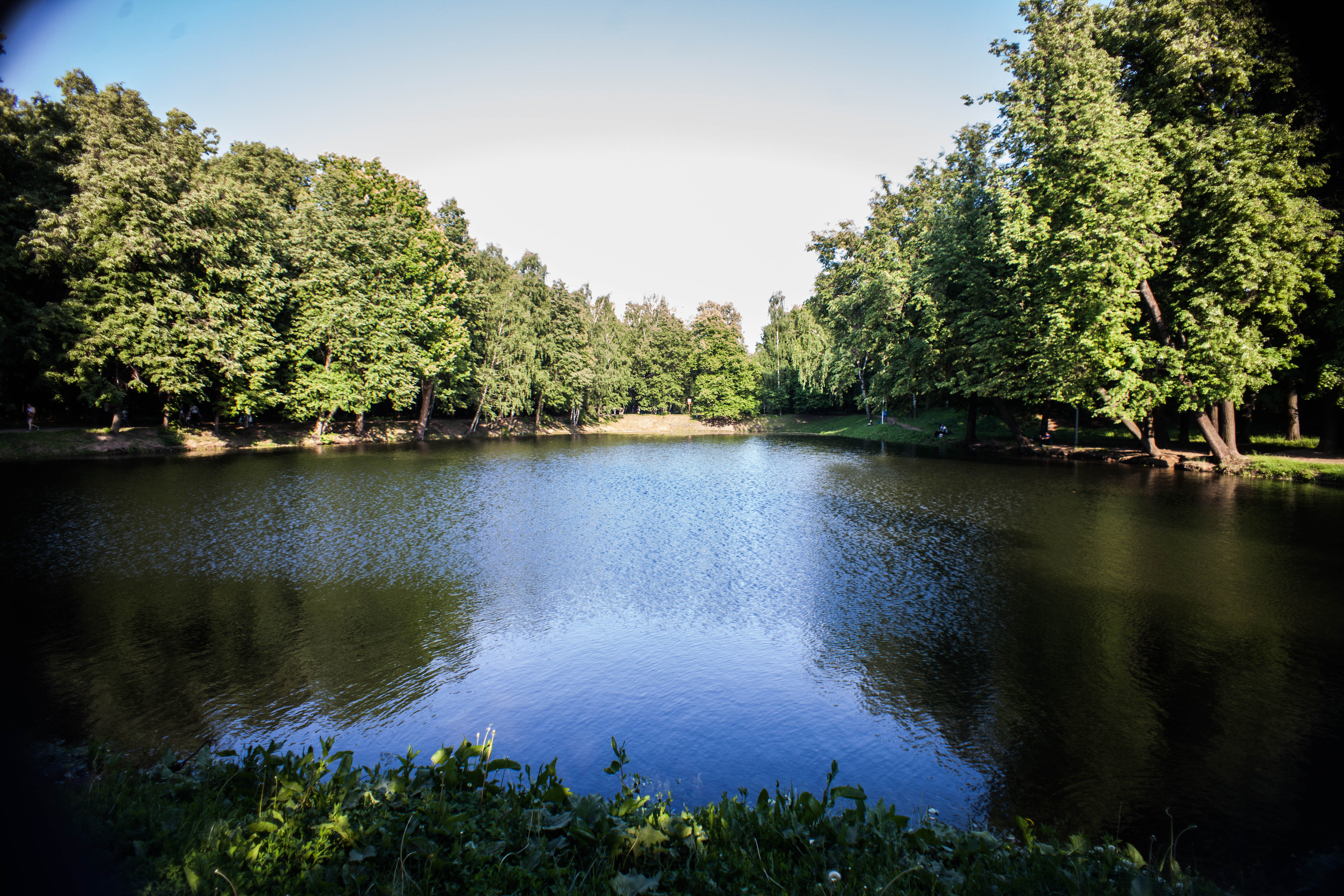
Верхний Михалковский пруд, 2015

Первый владелец усадьбы из рода Паниных — Никита Иванович — не жил в Михалково, так как по долгу службы всегда находился в Петербурге. В 1772 году он подарил усадьбу своему брату Петру Ивановичу, который давно нуждался в загородном имении. Пётр Панин был отставным генерал-аншефом и находился в опале при дворе после того, как при штурме Бендерской крепости 2-я русская армия под его командованием понесла огромные потери. Екатерина II называла Петра Панина «первым вралём и персональным оскорбителем», однако вызвала его из отставки для подавления восстания Емельяна Пугачёва. Как хозяин, Панин показал себя с лучшей стороны — при нём Михалково приносило в год до 20 тыс. рублей, что являлось крупной суммой для усадьбы с такой небольшой территорией.
С 1772 года Пётр Иванович сделал Михалково своей летней резиденцией, по его приказу в 1780—1784 годах в имении развернулось строительство единого усадебного ансамбля. Супруга нового хозяина хотела построить большой каменный дом на месте «дашковских построек», но после её кончины граф Панин счёл достаточным небольшой деревянный дом на выезде из имения. При Панине в усадьбе появились оранжереи — характерная черта для богатой усадьбы того времени, плоды из них использовались не только для украшения стола, но и на продажу, принося значительную прибыль.
Известно, что Пётр Иванович Панин близко дружил с архитектором Василием Ивановичем Баженовым. Именно Баженову большинство исследователей приписывают авторство проекта усадьбы Михалково. Исполнял эти проекты ещё один друг хозяина — Пётр Яковлевич Плюсков, семейный архитектор Паниных, ученик Дмитрия Васильевича Ухтомского. При Петре Панине Плюсков был также и управляющим Михалковского имения. Планировочное решение усадьбы «Михалково» было организовано следующим образом: продольная ось подъездной аллеи подходила к полукруглому парадному двору, в ограду которого были встроены дом с боковыми флигелями и башни въездных ворот. За домом был разбит партер, а на берегу расширенного Головинского ручья — обширный пейзажный парк с прудами.
От Дашковых в Михалково оставался простой по устройству и небольшой сад в 5,5 га. Новому усадебному ансамблю с выразительными строениями требовалось большее масштабное и живописное обрамление, поэтому одновременно с расширением усадьбы был разбит новый парк. В 1778 году Михалково посетил английский священник В. Кокс и оставил о нём следующую запись:

Дача находится в 4-х часах езды от Москвы среди большого леса. Помещения (служителей) состоят из 2-х рядов отдельных деревянных зданий с красиво исписанными и построенными фасадами. Принадлежащие к даче постройки очень мило отделены по образцу английских парков, который здесь отличается разнообразием прелестных пригорков, широкими полями с луговою растительностью с промежутками возделанной земли и с окаймлённым деревьями большим прудом.
Англичанин Кокс оказался в Михалкове не случайно: при Панине усадьба стала известной в светском обществе, в гости приезжали знаменитости того времени, например, Денис Иванович Фонвизин. Сам Панин в письмах называл усадьбу Михалково «наше Весёлое». Годом раньше Михалково посетил Франсиско де Миранда, в своих мемуарах он записал, что Михалково и его парк показались ему «даже лучше, чем у Шереметевых». В новом парке гости и хозяева не только прогуливались пешком, но и ездили в повозках, что характеризует его как значительный по размеру.
После смерти Петра Панина весной 1789 года усадьба перешла его сыну — Никите Петровичу, который в 1797 году перепродал её Ивану Малафеевичу Алонкину.

### Алонкин
Иван Алонкин владел землями в Смоленской губернии, где прославился жестоким обращением с крепостными. Новый владелец приказал свезти в Михалково для работы крепостных из других своих поместий. В 1798 году Алонкин продал часть земли купцу В. С. Турченинову, который перевёл на неё свою ситцевую фабрику из села Мишнево. С момента выкупа Алонкиным, усадьба начала приходить в упадок и «потеряла прежнюю прелесть», были упразднены плодовый сад и оранжереи. Постройки начали использоваться для производства или разрушаться, нетронутым оставались только деревянный господский дом и регулярный парк.

### Грачёв
В 1803 году Михалково у Алонкина за 40 тысяч рублей выкупил Дмитрий Ефимович Грачёв. Бывшие крепостные Шереметевых, Грачёвы владели крупнейшим в России производством ситца — знаменитыми в то время Ивановскими мануфактурами. В течение XIX века Грачёвы развивали бывшую фабрику Турченинова в Михалково и расширяли производство, ткани успешно продавались в Москве. Прежняя помещичья усадьба окончательно превратилась в рабочий посёлок, деревянный господский дом развалился.

### Йокиш

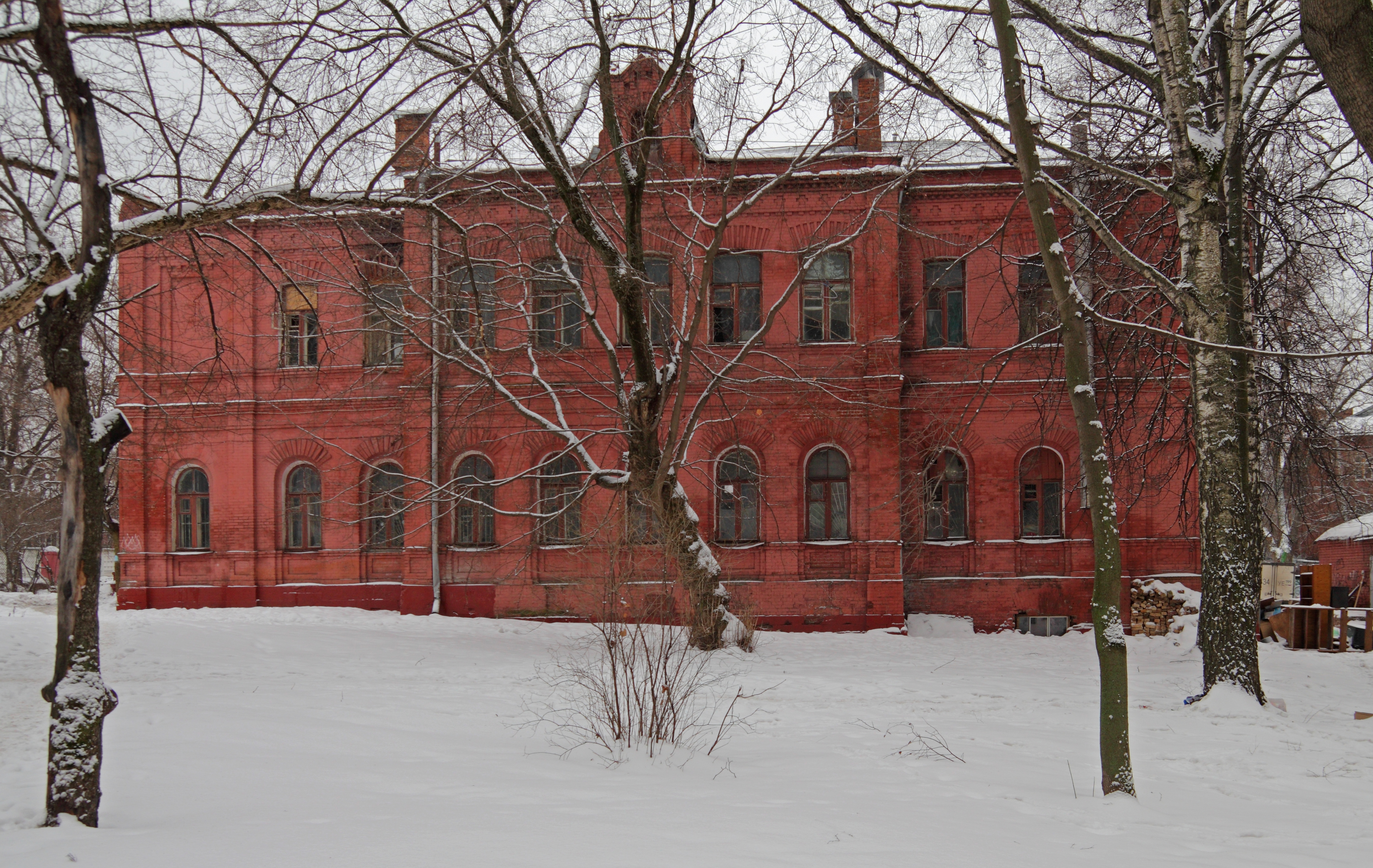
Дом директора суконной мануфактуры Йокиша, архитектор Дмитрий Сухов, 2013

В 1820—1830 годах потомки Дмитрия Грачёва постепенно отошли от хозяйственных дел и вверили фабрику управляющему Василию Ивановичу Йокишу — немцу по происхождению, до принятия русского подданства — Вильгельму Августу. Йокиш перевёл производство на выпуск более доходного сукна и переименовал в «Товарищество суконной мануфактуры "Иокиш"». Фабрика быстро росла и к середине века принадлежала к числу «… первенствующих в Москве в своём роде заведений», её годовой оборот в 1843 году составил 160 тысяч рублей.
По свидетельству ведущего врача-гигиениста того времени Фёдора Эрисмана, посещавшего Михалково с инспекцией, усадьба представляла собой «развалин» и очень пострадала от присутствия фабрики: башни были заложены, флигели перестроены, декоративные стены и главный дом разрушены. Йокиш и его наследники отнеслись к усадьбе бережно — Василий Иванович дал средства на реставрацию зданий, а фабричное производство никогда не располагалось в усадебных строениях. Для промышленных нужд были выстроены специальные корпуса за границей парка и «баженовской» части усадьбы.
В 1861 году, сразу после отмены крепостного права, Йокиш выкупил у Грачёвых четвёртую часть сельца Михалково: флигель с кладовыми и всю территорию фабрики, озеро и часть пруда, где находился помост для мытья шерсти, а также корпуса для жилья рабочих и другие служебные помещения. Постепенно Йокиш выкупил всё Михайлово, Грачёвым остался только главный дом, который был разрушен в 80-е годы XIX века. Под руководством Йокиша в Михалково был построен целый социально-культурный комплекс для рабочих фабрики: жилые корпуса вокруг Малого Головинского пруда, а также больница, магазин, школа, библиотека и театр. Для рабочих фабрики всегда был открыт доступ в парк, по выходным и праздникам там играла музыка и проводились концерты.
К 1865 году на фабрике в Михалково работало более 600 рабочих и было установлено 84 ткацких станка. В 1871 по проекту архитектора Александра Каминского был построен двухэтажный кирпичный дом для семьи Йокиша. Строение было выдержано в эклектичном стиле, но соответствовало общему ансамблю усадьбы. В первом десятилетии XX века под руководством архитектора Дмитрия Сухова были построены производственные корпуса, рабочая казарма и контора.
Вся территория Михалкова в сторону Ховрина была распродана ещё к концу XIX века под дачные участки. В качестве дач использовались также «баженовские» флигели.

### XX век
Фабрика была остановлена на время революции, но вскоре снова открылась под арендой Общества московских комбинированных кустарей с тем же названием — «Фабрика Йокиша». В 1916 году на фабрике трудилось 1,5 тысячи человек, владельцами стали миллионер Николай Второв и его компаньон Н. Т. Каштанов. А в 1919 году фабрика была национализирована и получила название «Тонкосуконная фабрика имени Петра Алексеева», хотя Алексеев не имел никакого отношения к прежней истории Михалкова.
После 1933 года усадьба использовалась исключительно под нужды суконной промышленности. Во время Великой Отечественной войны был вырублен дубовый парк, а территорию раздали под огороды. Из-за подъёма уровня воды в прудах стали гибнуть прибрежные деревья и разрушаться фундаменты ближайших зданий. В 1960-е годы Михалково вошло в состав Москвы, вокруг усадьбы и непосредственно на её территории началась промышленная и жилая застройка.

## Архитектура
По проекту Баженова, в 1780—1784 годы новые здания в усадьбе строились из красного кирпича: из него были созданы два жилых флигеля и примыкающие стены, три пары ворот с двумя башнями в каждых, большая ротонда и две малых. Средняя пара башен, принадлежащая центральным воротам, была декорирована ярче всего и украшена лопатками, стрелами и окнами-бойницами. Высота башен — более 10 метров, восьмигранные основания контрастируют с лёгкими вершинами и создают выразительный образ. Башни боковых ворот были выполнены проще: вверх от четырёхгранных оснований идут тонкие колонны дорического ордера и завершаются острыми пирамидками.
Ценным элементом всего архитектурного ансамбля стала высокая ограда, также построенная из красного кирпича, в которую были встроены флигели и башни ворот. Высота её превышает два метра, из украшений в оформлении были использованы пилястры, белокаменные капители, верхняя часть оформлена рядом кокошников.
Малые парковые ротонды были построены в регулярном английском стиле, с капителями и шпилями, по характеристике знатока русских усадеб Алексея Греча — «то ионического, то тосканского, то коринфского ордера». Беседки располагались по двум сторонам от каскадных прудов, полученных в результате запруживания Головинского ручья и соединения его с хозяйственными прудами Дашковых. Большая усадебная ротонда — круглый павильон — выступала в роли своеобразной фамильной галереи: в ней на постаментах из красного дерева были выставлены мраморные бюсты членов семьи Паниных.
Создатель альманаха «Русский архив» Пётр Иванович Бартенев в своих записках неоднократно упоминает, что усадьба Михалково была «отстроена графом Паниным в подражание взятой им крепости Бендерской крепости». По мнению Греча, выполненный Баженовым для Панина усадебный ансамбль в Михалково сочетал в себе процветавший в ту эпоху в России стиль неоготики и «второй путь русской архитектуры» в исконном виде. Псевдоготический стиль и его многочисленные отсылки к английским и французским образцам стал популярен среди русской аристократии в силу своего явного символизма — в попытке создать «некое подобие фамильных замков и укрепить, пусть лишь наружно, корни своего воображаемого генеалогического древа». В то же время, Баженов пытался продолжить традиционную старомосковскую архитектуру — из этого сочетания возникли его знаменитые проекты: Царицыно, Марьинка и Михалково. Последнее считалось одной из самых красивых усадеб своего времени — в «Историческом и топографическом описании города Москвы 1787 года» о нём говорится как о «имении с великолепным домом и обширным регулярным садом с прудами».

## Современность

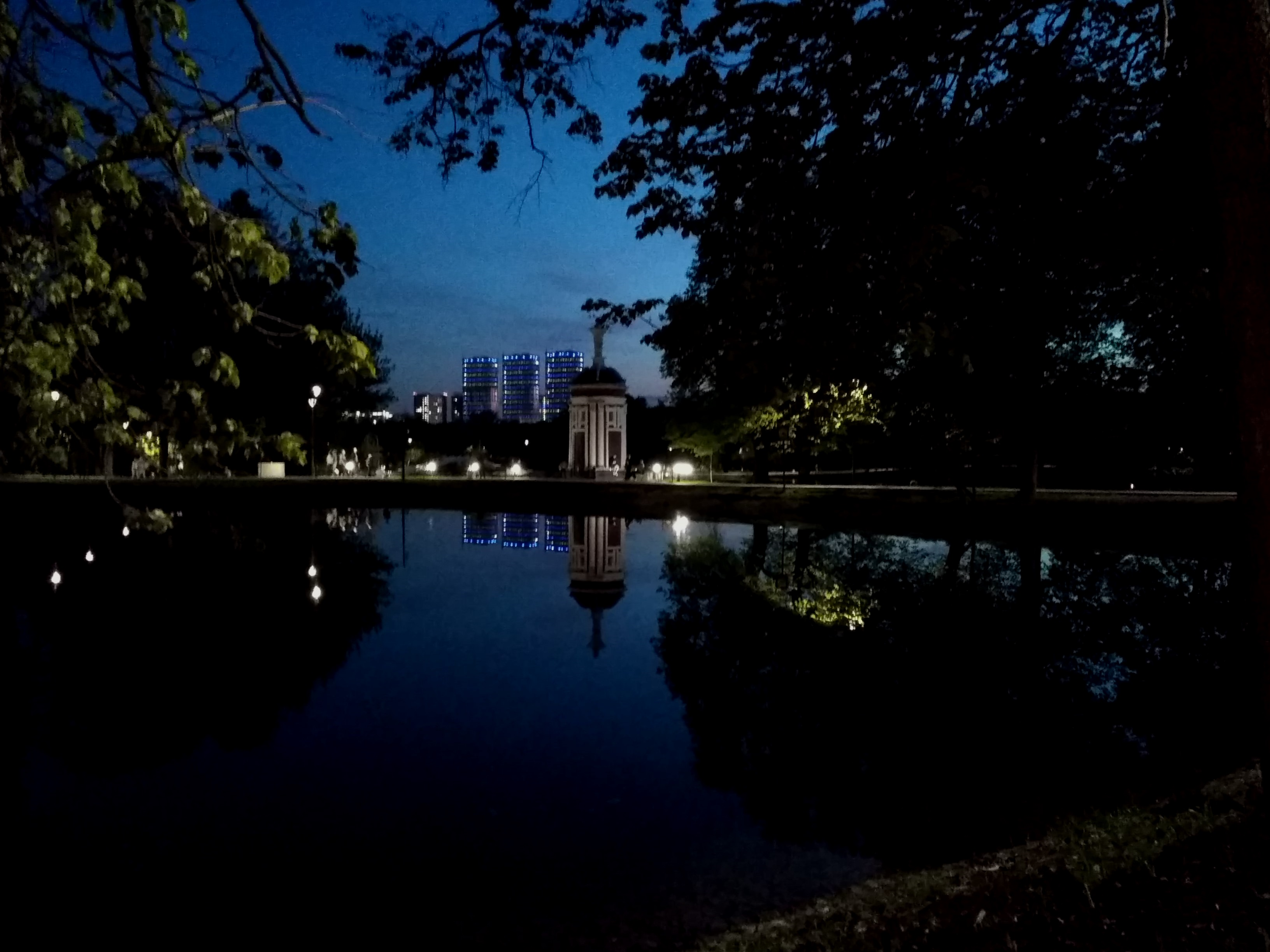
Вид на ротонду после реконструкции весной 2018 года

До настоящего времени сохранились только некоторые постройки усадебного комплекса: восточные и западные ворота, часть стены и жилых флигелей, две малые беседки-ротонды. Дом Йокиша находится вне зоны усадебного парка, по адресу Михалковская улица, 42.
Архнадзор сообщает, что работы по благоустройству парка, начатые летом 2017 года по заказу ГУП «Мосремонт» компанией «ЕКС», стартовали без согласования с Департаментом природопользования. Было вырублено 230 деревьев, в том числе один из исторических возрастных дубов с охранным статусом. Каскадные пруды регулярной части парка осушены, вода спущена без согласования с Мосводостоком. Очистка дна прудов проведена с помощью тяжёлой гусеничной техники, что нанесло ущерб всей экосистеме — повреждены береговая растительность и гнездовья птиц. Семь исторических трёхсотлетних дубов оказались под угрозой из-за повреждения их корневых систем строительной техникой. Велодорожки проложены с нарушением исторического облика парка и противоречит Акту государственной историко-культурной экспертизы от 30 мая 2017 года, который регламентирует прокладку дорожно-тропиночной сети не ближе, чем в двух метрах от зелёных насаждений. Начатый проект благоустройства предусматривает вырубку 2811 деревьев из 7272 растущих в парке.
Усадьба Михалково и прилегающий парк являются объектами культурного наследия федерального значения, эксперты общества Архнадзор признали проходящее благоустройство вандальным и разрушающим экосистему Головинских прудов. Помимо этого усадьбе грозит изменение границ: московские власти рассматривают проект урезания охранной зоны под многоэтажное строительство, например, место бывшей суконной фабрики Йокиша планируют застроить зданиями высотой до 65 метров.
11 октября 2017 усадьба была открыта после благоустройства, по итогам которого были созданы новые спортивные и детские площадки, проложено 3,5 км велодорожек, установлены фонари и 80 камер наблюдения. В парке планировалось высадить 239 деревьев и 3,6 тыс. кустарников.
В декабре 2018 года столичные власти объявили о намерении отреставрировать и частично приспособить под социальные нужды здание усадьбы. При этом было возбуждено административное дело против ЗАО «Михалково» в связи с ограничением доступа граждан к памятнику культуры: по закону, во все выходные и праздничные дни, а также в Дни исторического и культурного наследия, в усадьбу должен быть обеспечен свободный вход всем желающим
.

## Фотогалерея

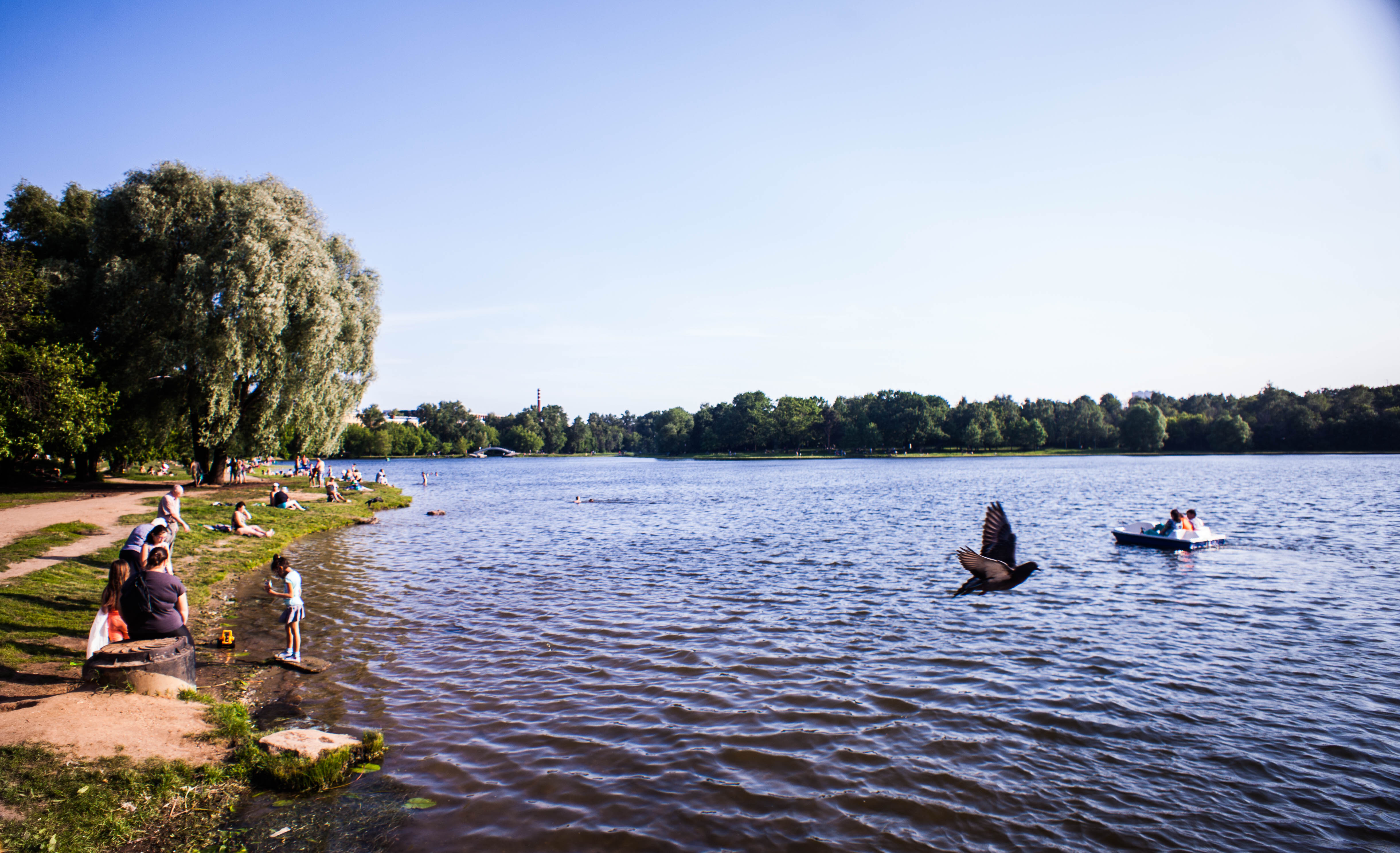
Большой Головинский пруд. Вид от лодочной станции, 2015
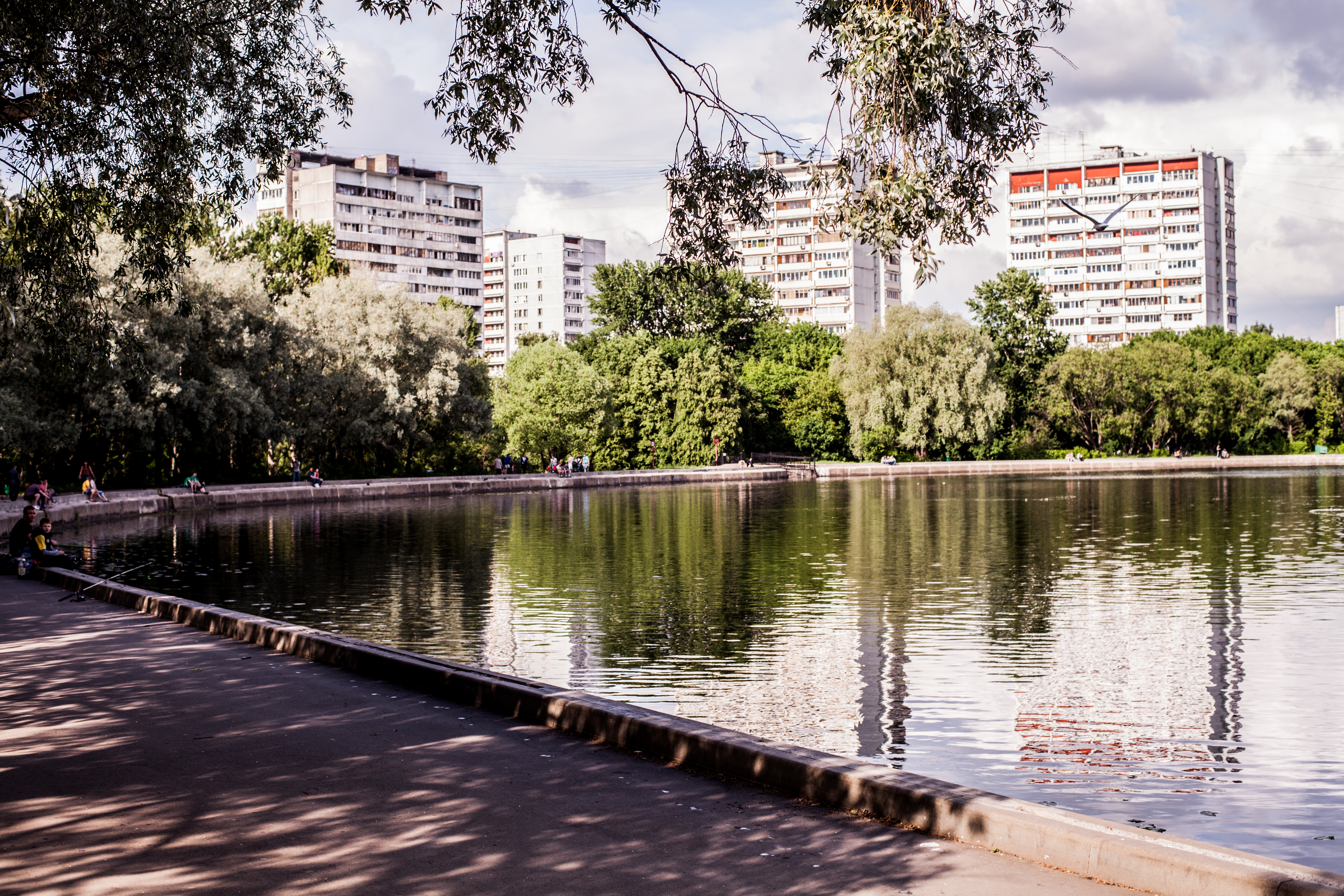
Большой Головинский пруд. Вид в сторону Лихачёвского переулка, 2015
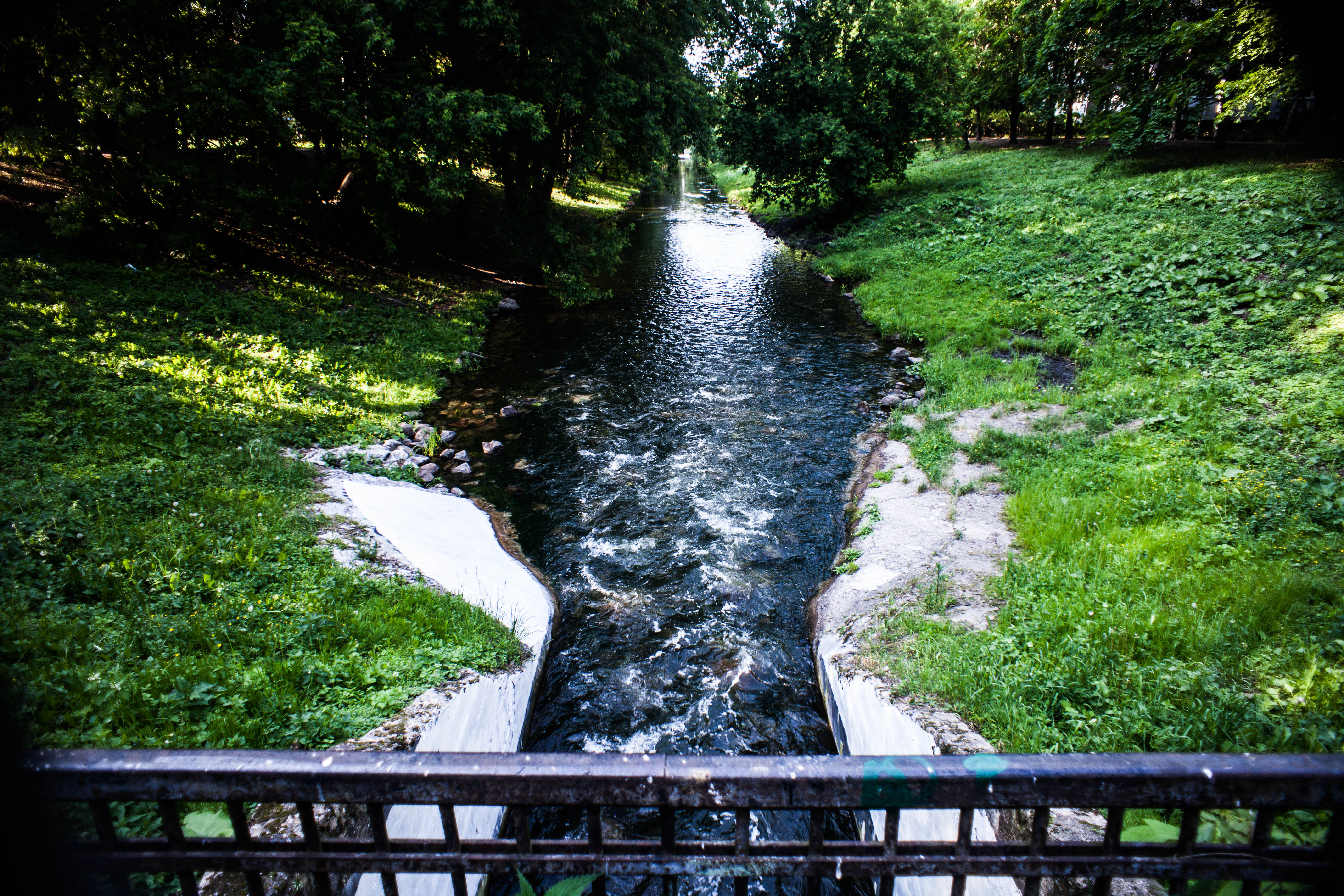
Головинский ручей на выходе из пруда, 2015
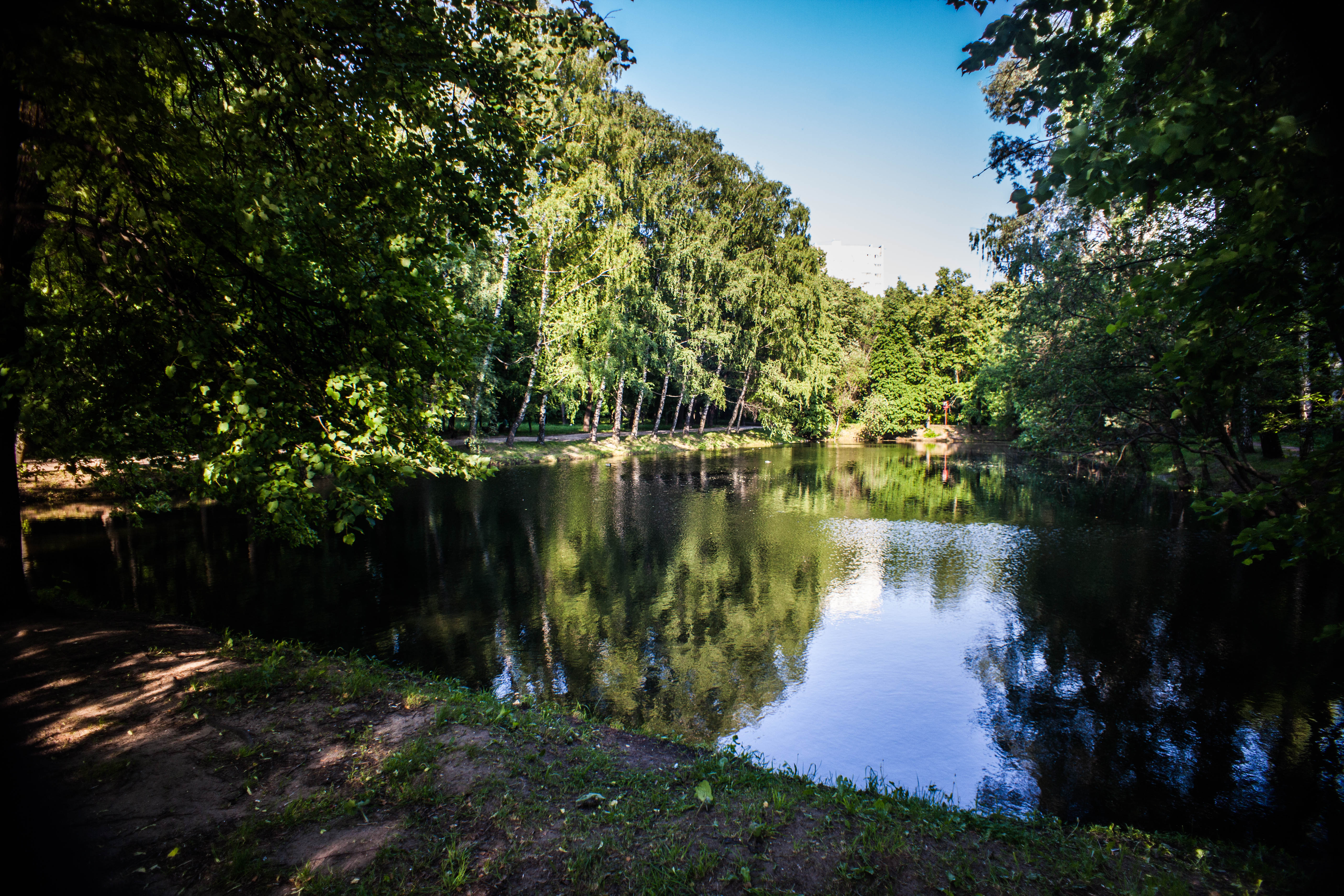
Нижний Михалковский пруд, 2015
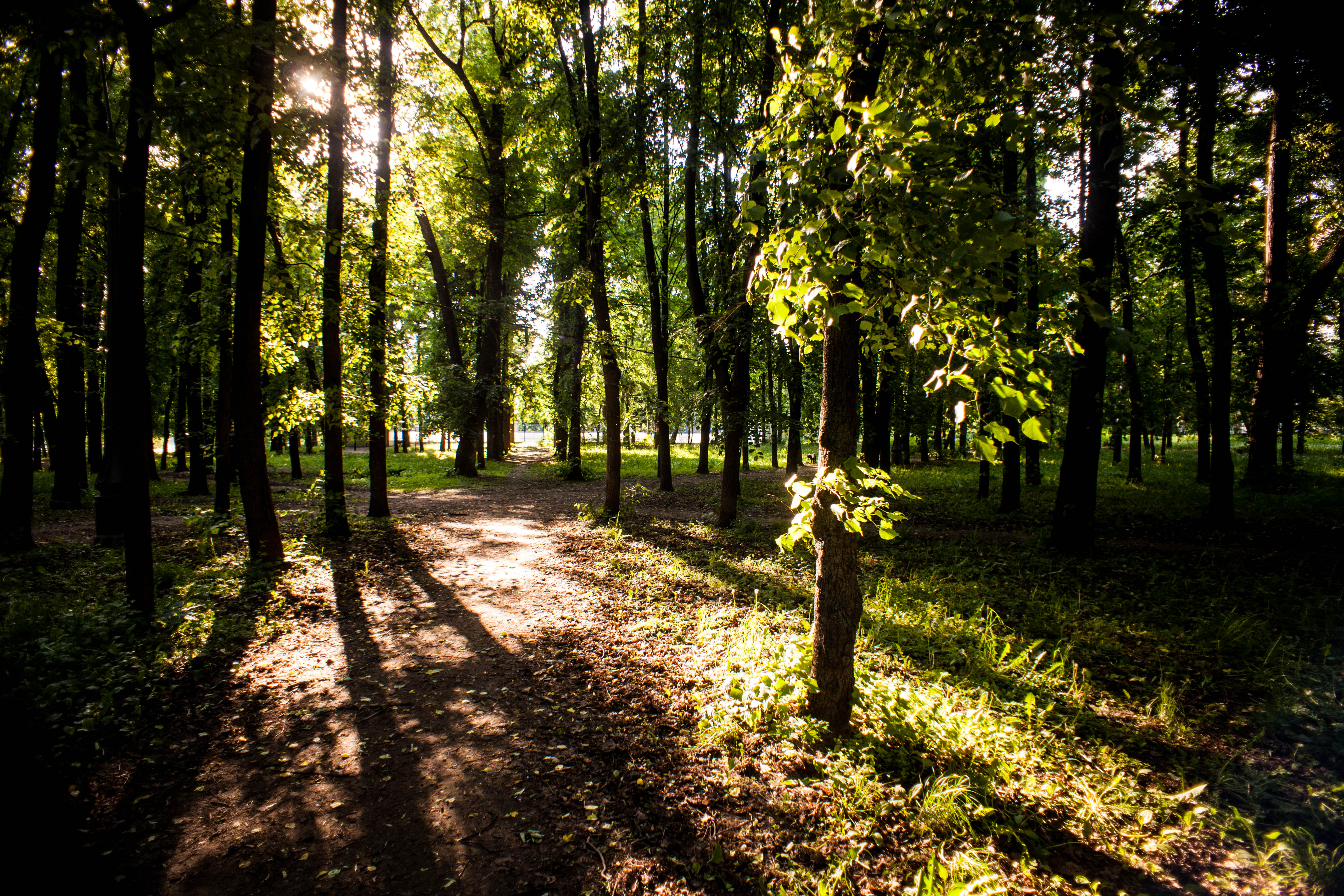
Прогулочная зона, 2015
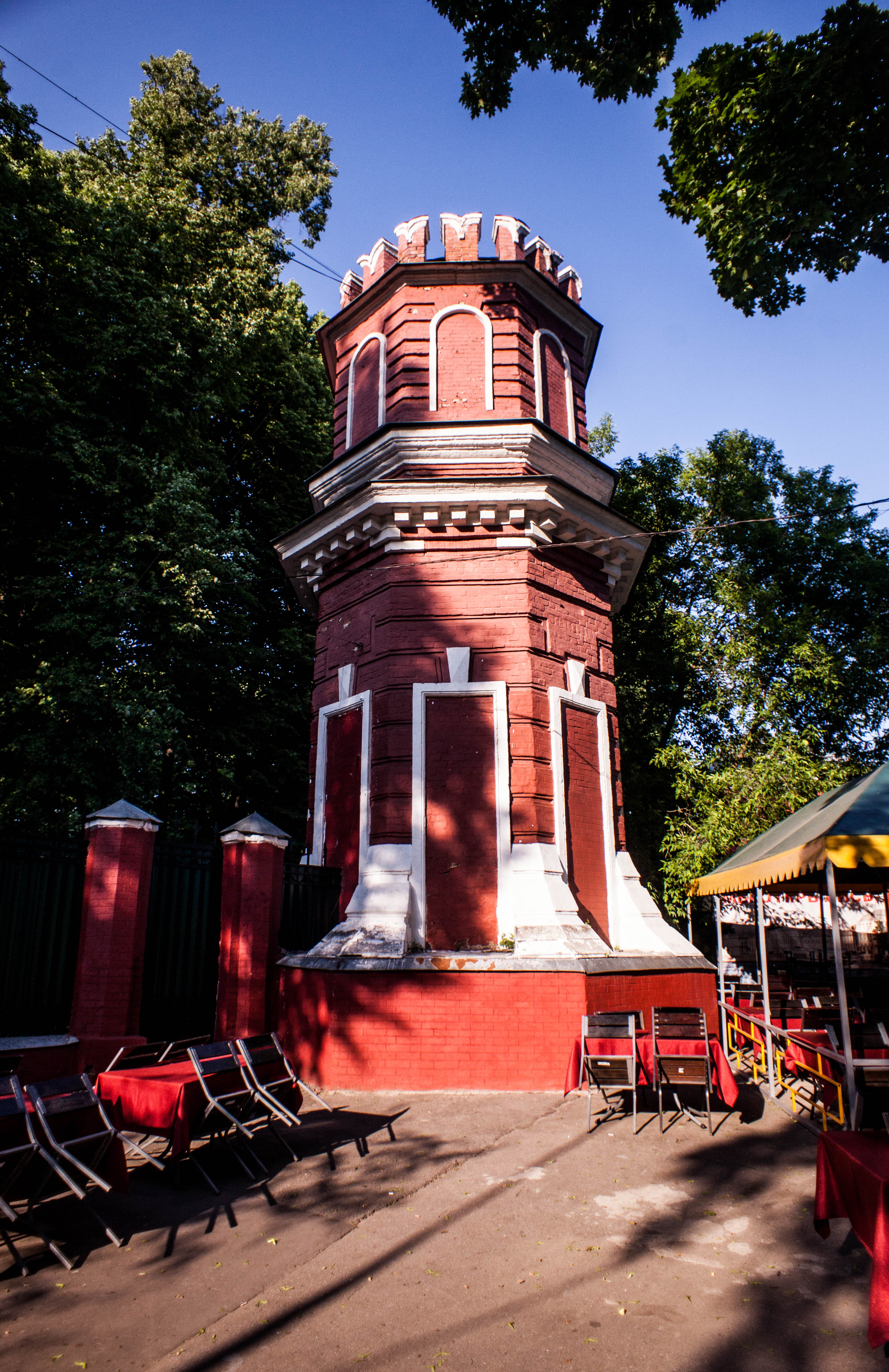
Усадьба Михалково — башня бокового входа, 2015
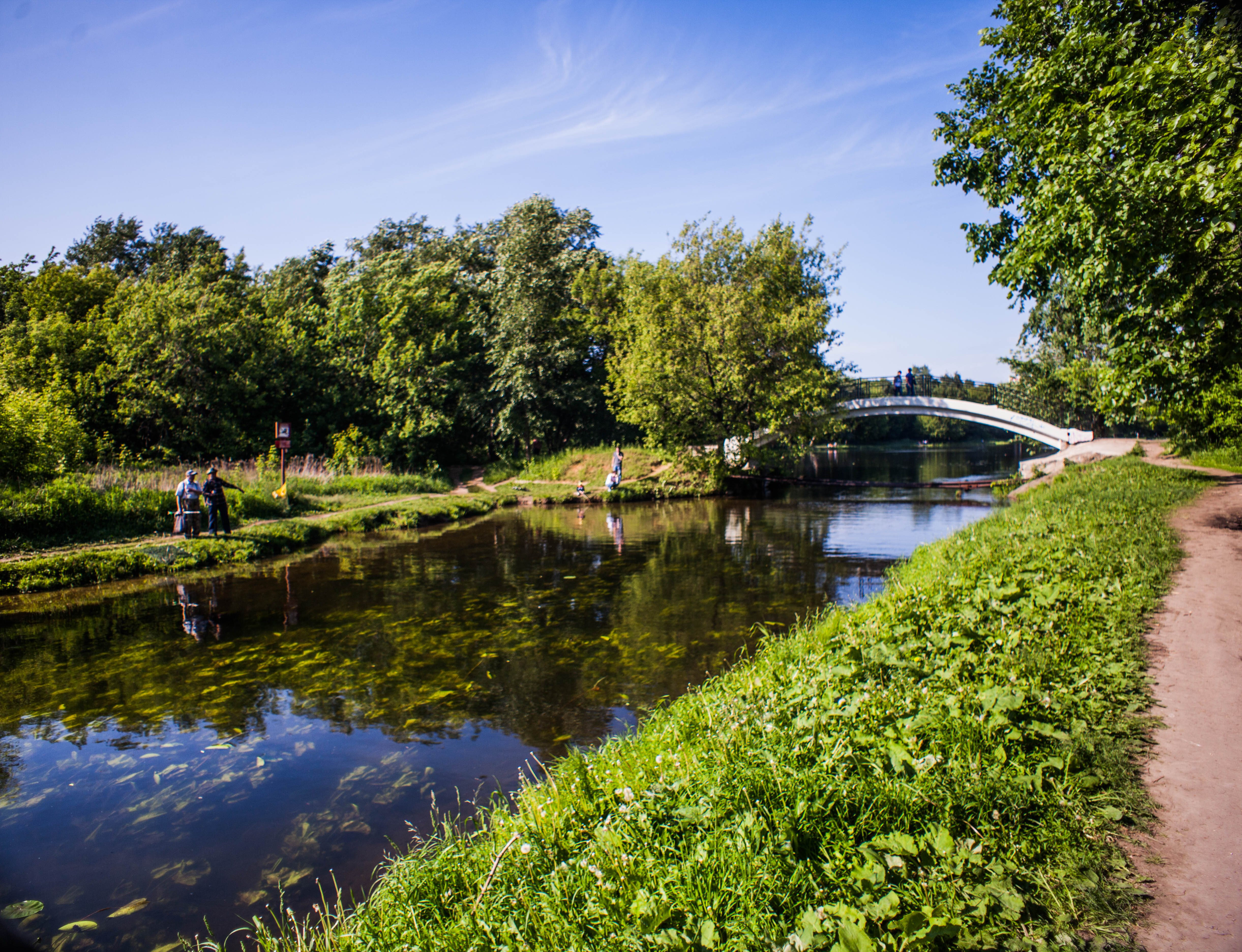
Канал между Верхним и Малым Головинскими прудами, 2015
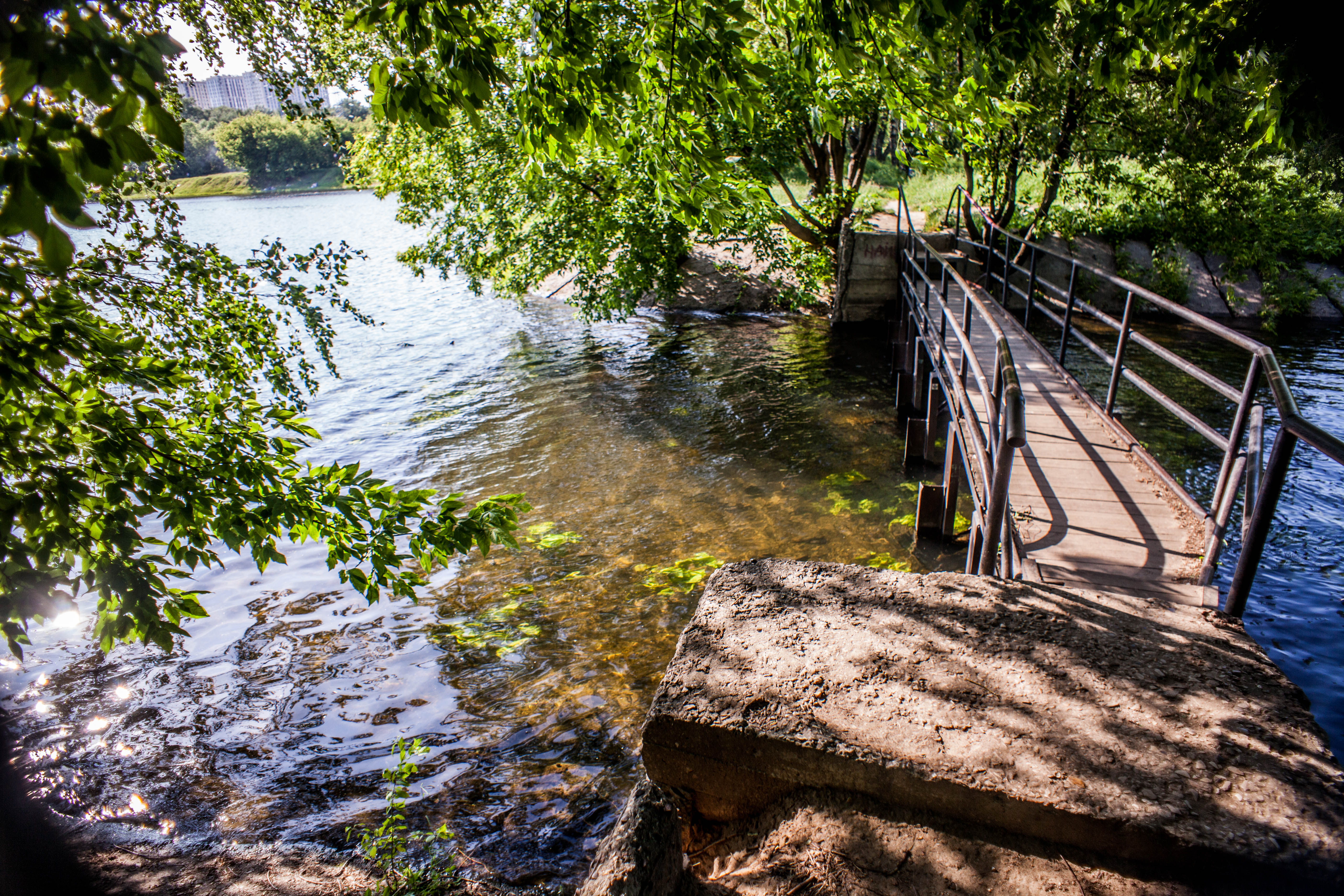
Мост через канал, 2015
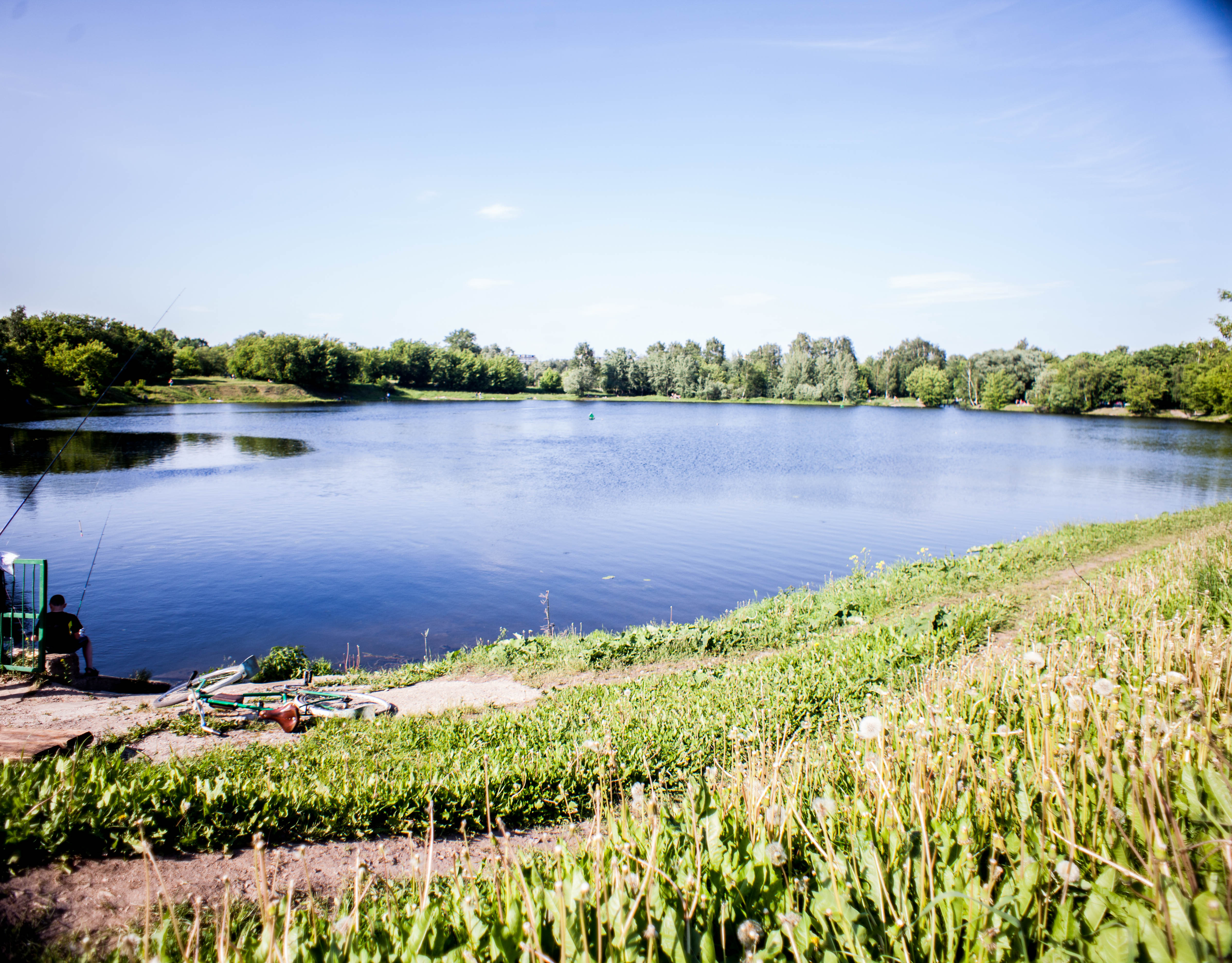
Верхний Головинский пруд, 2015
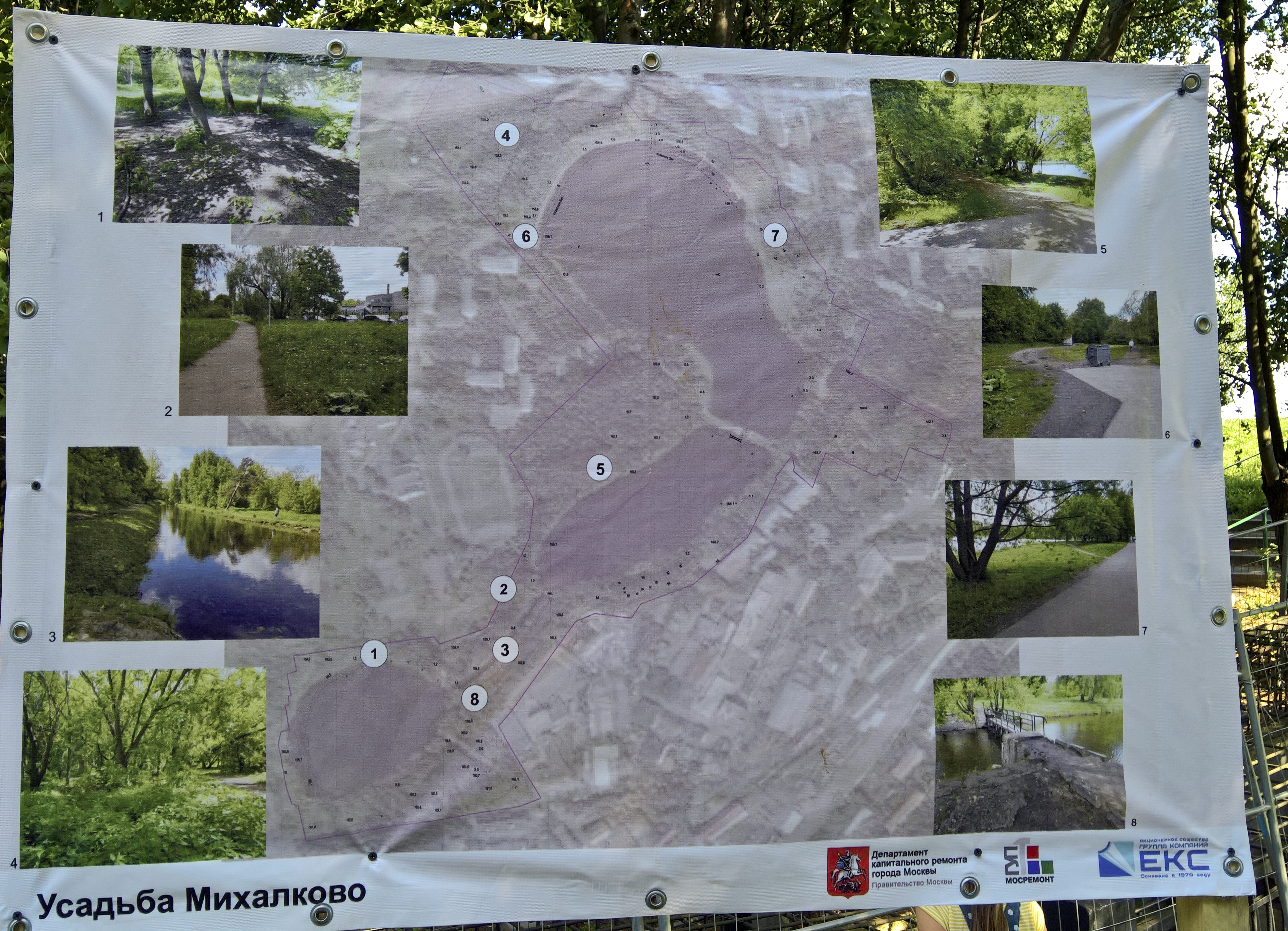
Информационный стенд у Головинских прудов, 2017
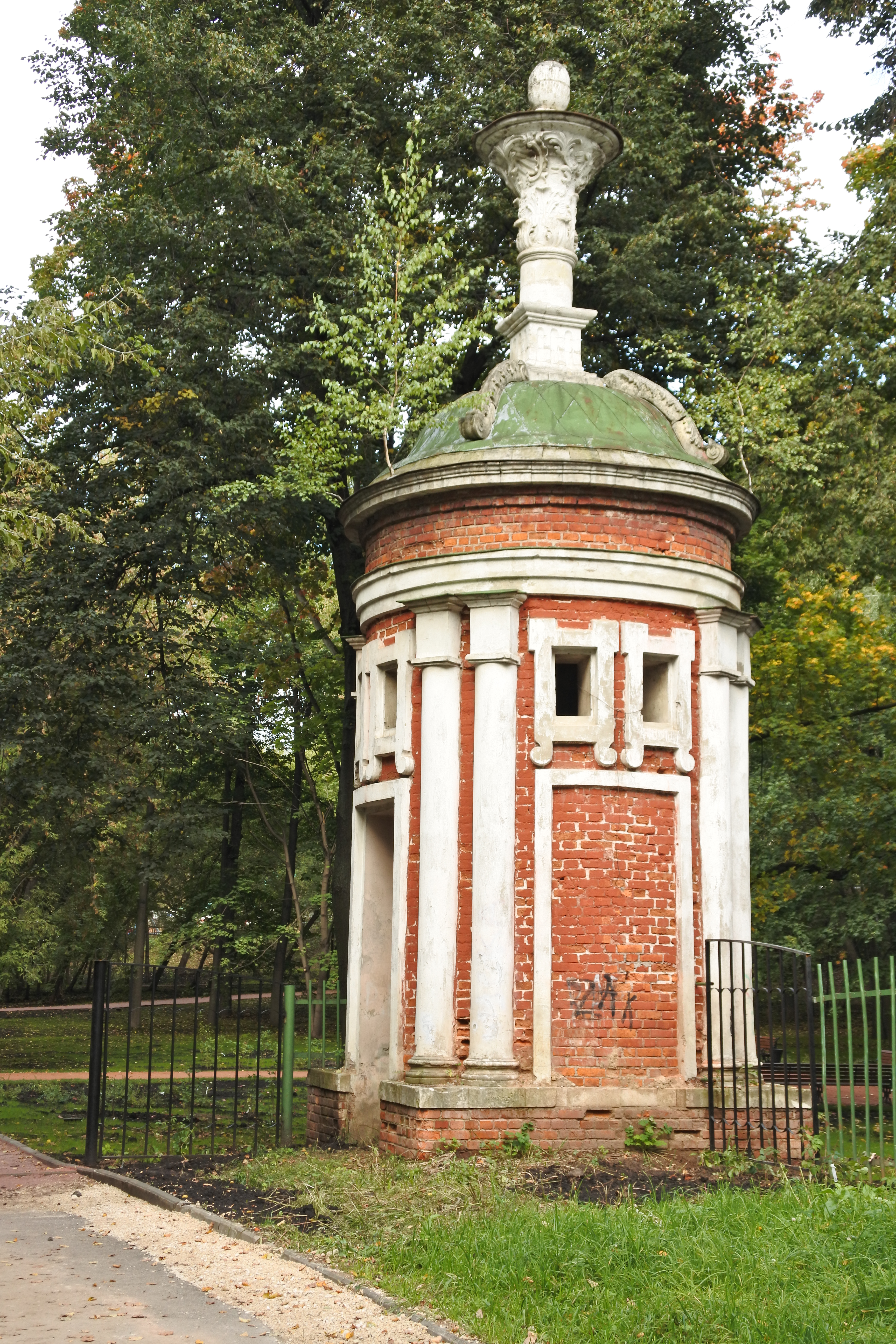
Малая ротонда, 2015